# Phố Hàng Vải
Hàng Vải là một phố nằm trong khu phố cổ Hà Nội, dài 240m, bắt đầu từ phố Thuốc Bắc tại chỗ nối với phố Lãn Ông và kết thúc tại phố Phùng Hưng, chỗ đối diện với cầu cạn đường sắt.

## Lịch sử
Phố Hàng Vải xưa là đất thôn Đông Thành, Tân Khai, tổng Tiền Túc, huyện Thọ Xương cũ. Nay thuộc phường Hàng Bồ, quận Hoàn Kiếm. Xưa cuối phố còn gọi phố Hàng Cuốc, cũng gọi ngõ Cổng Đục. Thời Pháp thuộc là phố Hàng Vải (còn gọi Hàng Vải Nâu) (rue des Étoffes). Phố ngày nay thuộc phường Hàng Mã, quận Hoàn Kiếm.
Từ xưa là hai phố: Đoạn phía đông có tên là Hàng Vải, đoạn còn lại phía tây là Hàng Cuốc vì họ sản xuất lưỡi cuốc lưỡi cày.
Trước năm 1945 đã thống nhất hai phố lại gọi chung là phố Hàng Vải. Vải bán ở đây nhiều nhất là thứ vải khổ nhỏ đã nhuộm nâu và nhuộm thâm. Để khỏi nhầm với phố Hàng Vải ở cửa chợ Đông Thành (nay là quãng giữa phố Thuốc Bắc) cũng bán vải nhưng là vải tấm khổ nhỏ để mộc, nên người ta gọi rõ Hàng Vải này là phố Hàng Vải Thâm.
Hiện nay Phố chủ yếu bán về tre nứa và những vật dụng liên quan đến tre như thang tre, cần câu, móc câu... hay điếu cày. Do nghệ nhân từ làng Bưởi Cuốc Bắc Ninh lên lập nghiệp tại đây từ đầu những năm 1900 (khởi thủy là anh em ông Nguyễn Trọng Văn, nay truyền lại cho con cháu như Trọng Sơn, Trọng Trung, Trọng Kha,..., nên trước đây còn gọi là phố Hàng Cuốc.